# Noaks ark
Noaks ark, česky Noemova archa, je turisticky známá archeologická lokalita, dávné pohřebiště a kulturní památka jižního Švédska. Je to člověkem vytvořené seskupení ležatých vápencových kamenů, které je podobné kromlechu ve tvaru půdorysu kamenné lodi. Dílo dlouhé 26 m a 3,5 metru široké bylo postaveno v době bronzové nebo v době železné. Nachází se v přírodní rezervaci Karum (Karums naturreservat) v okrese Borgholm, na ostrově Öland v kraji Kalmar. Místo je součástí rozsáhlého starověkého pohřebiště Karums alvar s několika dalšími kruhovými a obdélníkovými seskupeními kamenů a osamělých vztyčených kamenů.

## Další informace
Podobnost s biblickou Noemovou archou je jen podle názvu.

## Galerie

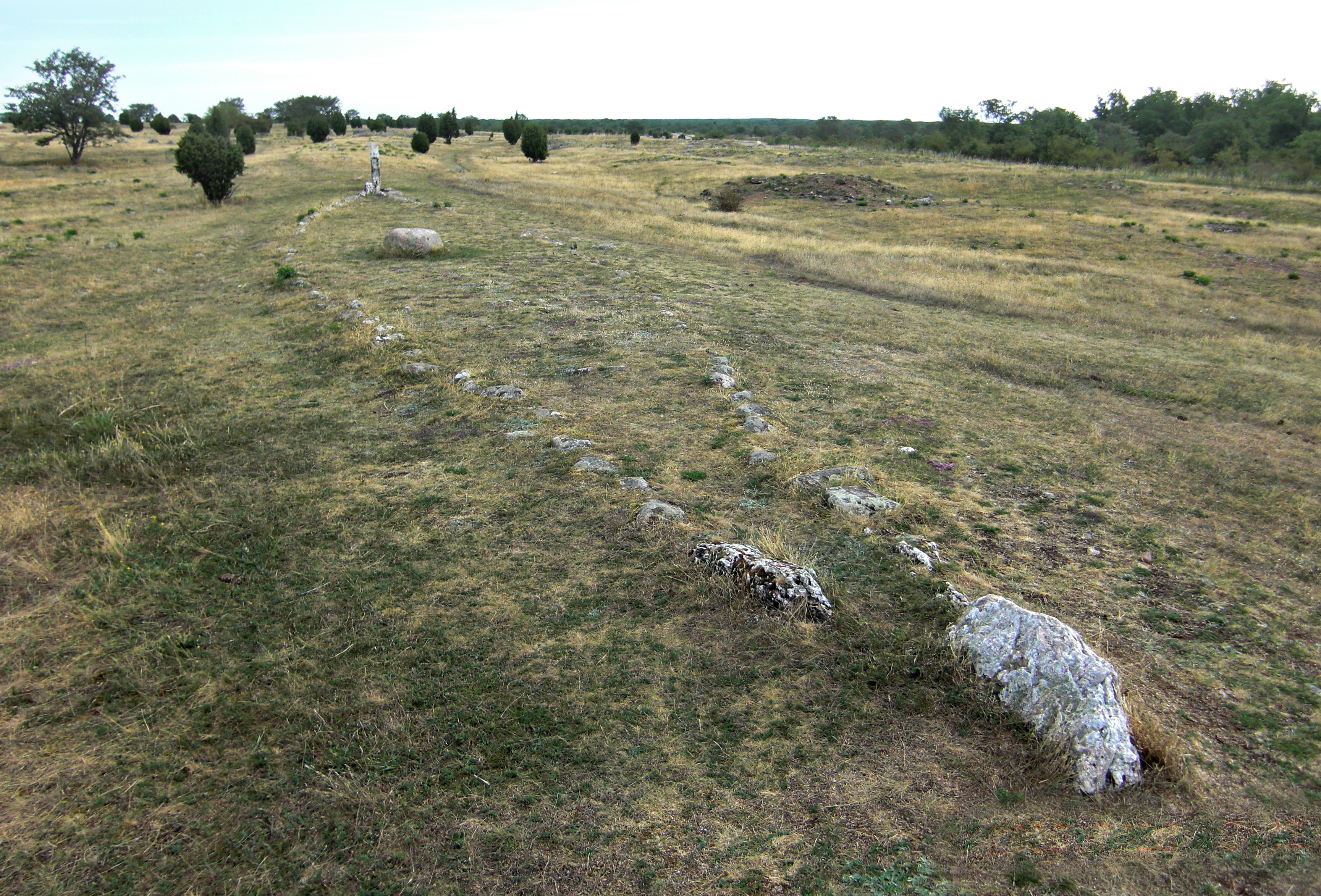
Šikmý pohled na stavbu
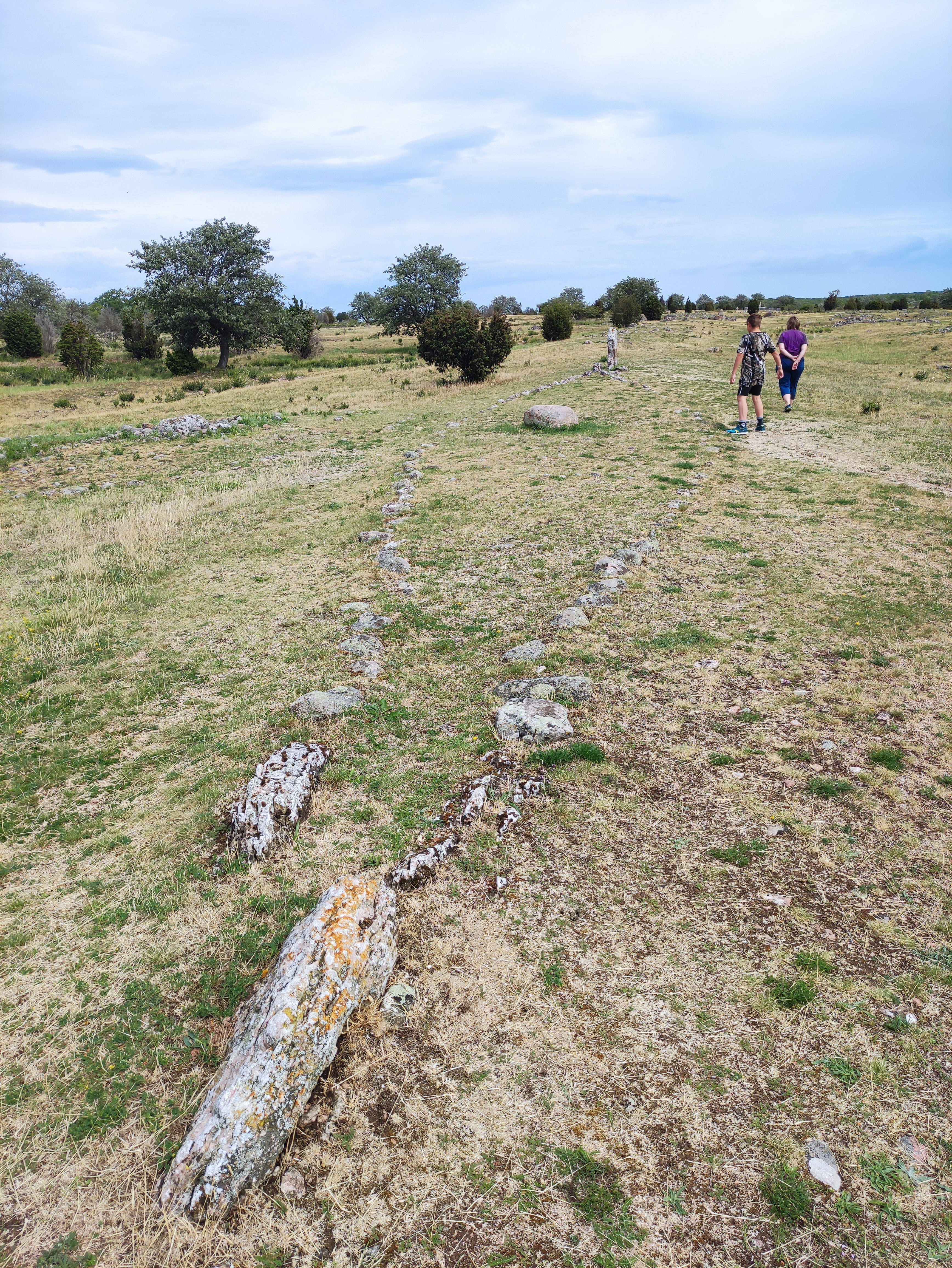
Čelní pohled na stavbu
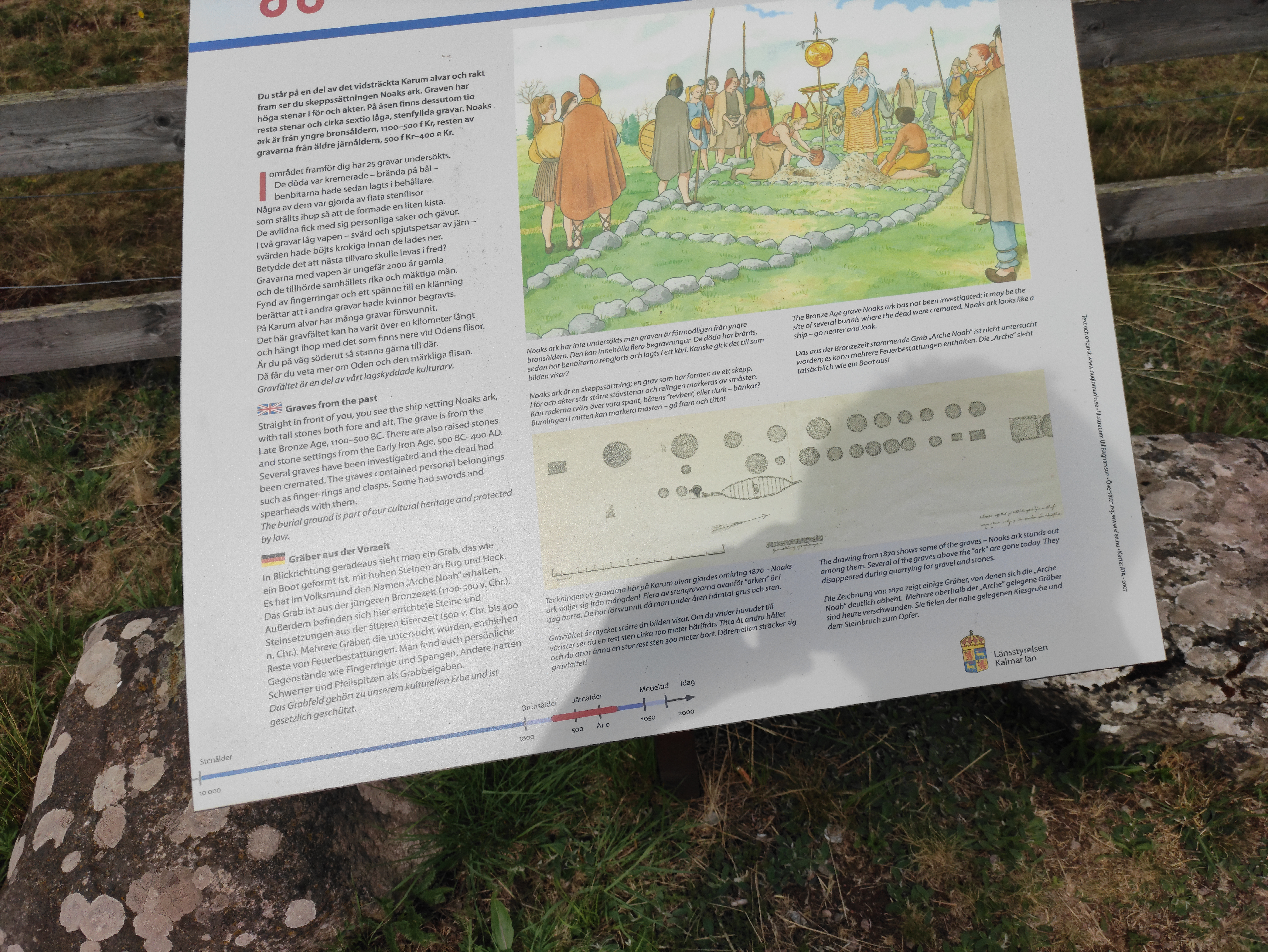
Informační panel u stavby